# 金鐘

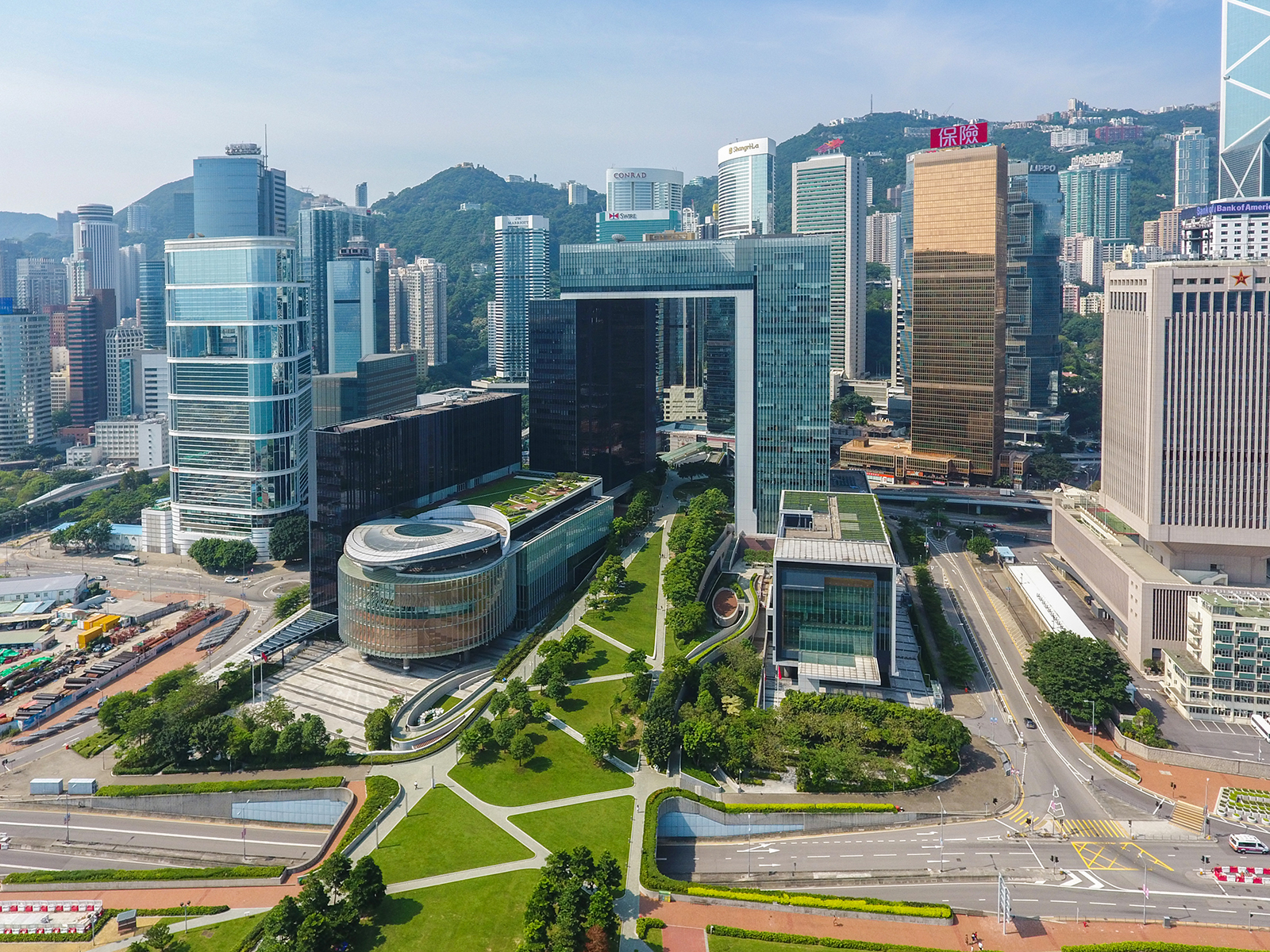
立法會綜合大樓（左方），香港特別行政區政府總部（右方）

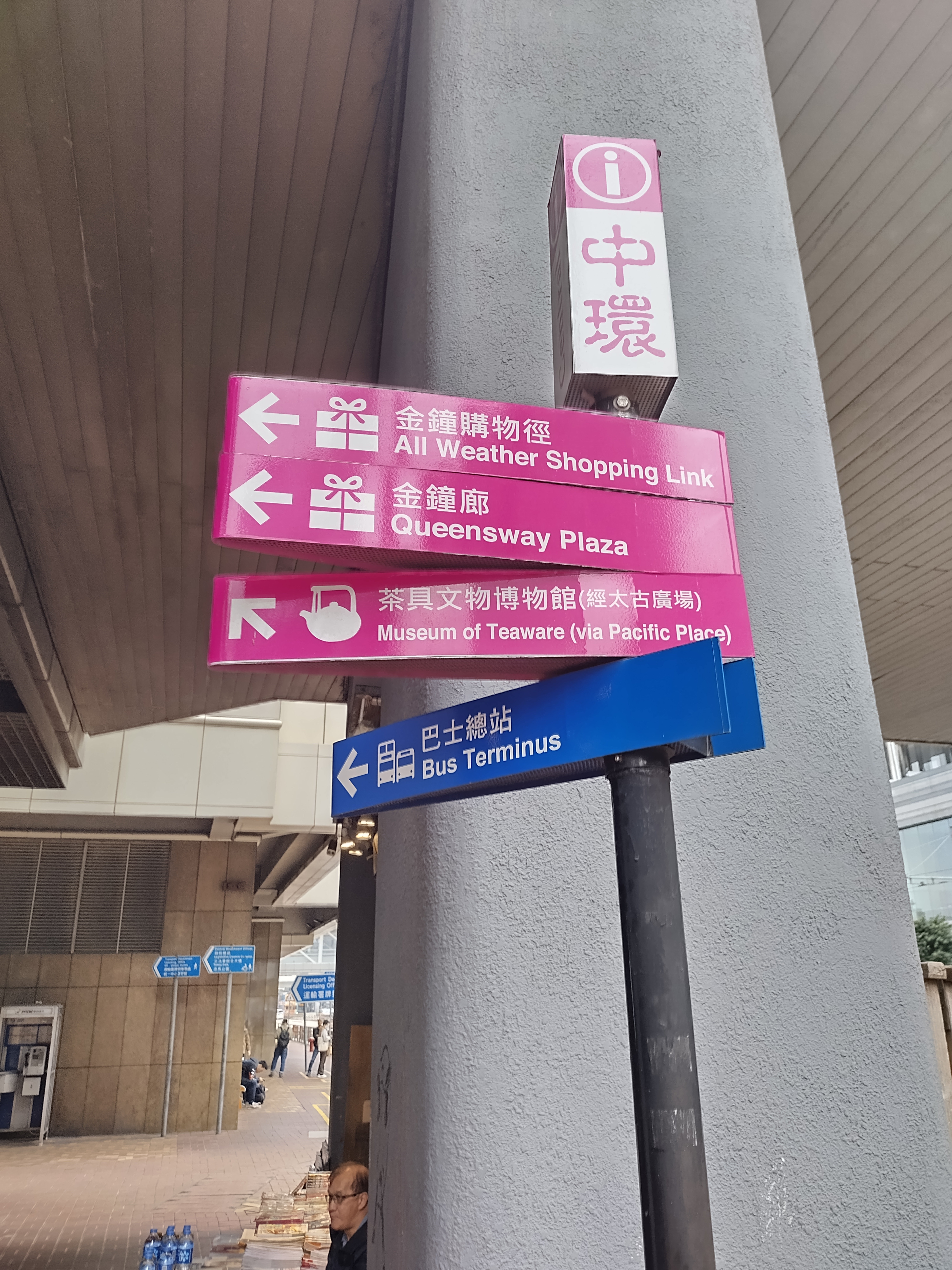
因「金鐘」不是官方地名，被視作中環的一部分，所以旅遊事務署在金鐘的指示牌只會標示「中環」

金鐘（英語：Admiralty）位於香港中環以東、灣仔以西，屬中西區一部分，為香港的核心商業區及政治中心。金鐘的英文“Admiralty”是「海軍部」的意思，與金鐘曾設有英國皇家海軍的基地有關。
金鐘地段過去是駐港英軍的軍營、碼頭、船塢及相關後勤設施的重地。根據政府官方的分區，金鐘屬於中環一部分，政府地圖也不會將「金鐘」單列為一區，但由於地鐵在此設有金鐘站，「金鐘」逐漸為市民通俗理解成中環與灣仔之間的地區。時至今日金鐘已廣泛作為一個地區名使用，而且有着較清晰的界線，即以紅棉道為中環與金鐘的分界，堅尼地道為金鐘與半山區的分界，東面則以軍器廠街為中西區與灣仔區分界，北面以夏愨道及干諾道中作為與添馬之間的分界。於1991年揭幕的香港公園沿用傳統的「中環」或「中區」作為地址，但今天市民一般多認為公園東部如茶具文物館和霍士傑溫室一帶屬於金鐘。中區消防局一般也被認為屬於金鐘。
香港的行政、立法、司法機構的主要部門均設在金鐘，包括政府總部、立法會綜合大樓、高等法院及金鐘道政府合署。

## 地名由來

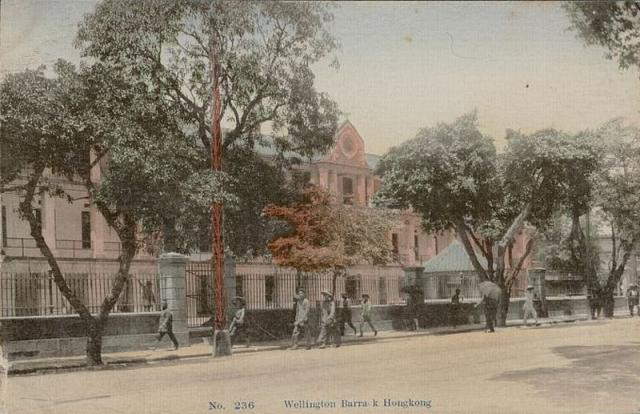
1910年代描繪的威靈頓兵房樂禮樓，金色銅鐘就是掛在此大樓的門口，原址現為夏慤花園，花園旁邊有一條樂禮街

在昔日位於皇后大道東（現金鐘道）路旁的駐港英軍威靈頓軍營樂禮樓（Rodney Block），其大門口懸有一個金色銅鐘，每逢中午及下午便敲打，作為士兵、文職人員和工人的午饍及放工訊號，故此附近居民稱該營房為「金鐘兵房」，營房一帶亦順應被稱作「金鐘」。此外，由於此處海旁昔日為英國皇家海軍基地，海軍按照傳統稱基地所在地為“Admiralty”，意即少將級或以上海軍司令坐鎮的海軍基地。
然而不論中文地名「金鐘」或英文地名“Admiralty”，從來都不是官方地名。坊間理解的金鐘範圍實際上是官方定義的中環東部。經過1967年至1970年期間的數次「集體運輸系統計劃」（即現今的香港地鐵系統）研究後，香港政府計劃在金鐘一帶修建英文名稱為“Admiralty”的車站；到了1980年落成時，“Admiralty”車站的中文名稱被確定為「金鐘站」，自此以後「金鐘」和“Admiralty”被香港社會公認為當地互相對應的中文及英文地名，而與金鐘站同時落成的金鐘廊商場及1985年落成的金鐘道政府合署更使香港市民認定「金鐘」是當地無可爭辯的中文地名，而金鐘站附近與車站同期或之後建成的商業大廈也一致採用「金鐘」和“Admiralty”作為地址中的地區標識部份，即便香港回歸後金鐘已經沒有海軍基地或海軍船塢，但“Admiralty”的名稱依然保留下來，仍為香港主流社會使用，特區政府亦無計劃改變現狀。

## 歷史

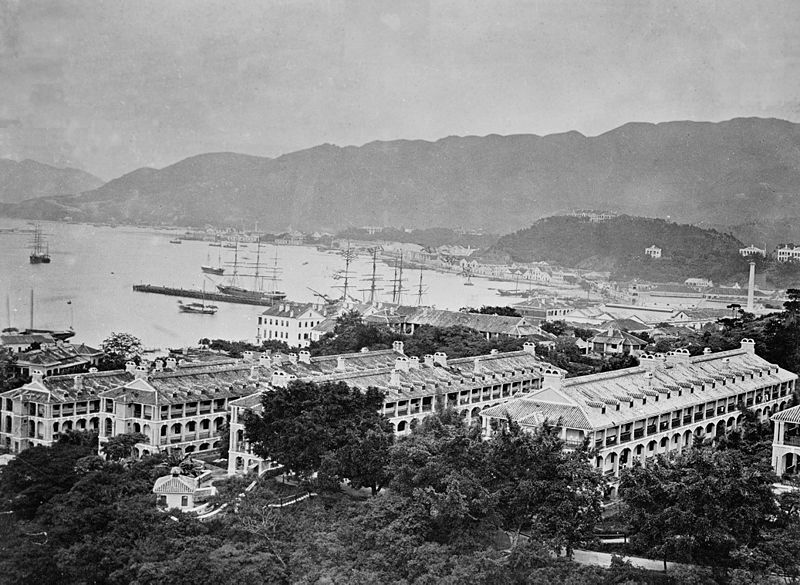
1870年代的金鐘，相片包括（左方）1846年完成興建的舊三軍司令官邸和（右方）1843至1979年的域多利軍營

金鐘在香港開埠之初便被規劃為軍事重地，即花園道以東、正義道以西、堅尼地道以南一帶，皇后大道東在當時是唯一穿過該區域的公共道路，讓行人及民用車輛可往來中環及灣仔。區內的軍事用地又以皇后大道東作南北分界，北面沿維多利亞港的地帶屬於英國皇家海軍，南面的山坡地帶則劃歸英國陸軍。陸軍地段內設有三個軍營，東面為域多利兵房（Victoria Barracks），北面為威靈頓兵房（Wellington Barracks），西面為美利兵房（Murray Barracks），在中部的小山崗上建有供駐港英軍司令入住的三軍司令官邸。
至於海軍地段，由於19世紀中後期英國皇家海軍在遠東地區的部署大增，於是決定在中環與灣仔之間的港島北岸填海，用來興建海軍船塢，使皇家海軍可在東亞長期派駐艦隊，香港因而成為當時英國在遠東的第二大海軍基地，僅次於星加坡。海軍船塢於1878年落成時，僱用近萬名工人，成為當時香港最大僱主。第七任港督堅尼地（Sir Arthur Kennedy）在海軍船塢修建時，曾要求海軍撥出部份船塢土地，用來開闢一條連接中環至灣仔的道路，為當時彎多路窄的皇后大道東疏導交通，但遭到海軍以「保護軍事機密」為由拒絕。
第二次世界大戰後英國國勢衰退，派駐遠東的艦艇數量大減，英國國防部於1959年決定縮減海軍船塢的規模，香港政府於是重新提出興建橫越船塢的道路計劃，得到軍方同意，條件是港府需在路旁填海開闢新地段，供軍部建設添馬艦海軍基地，作為遷移海軍設施的補償。與此同時，香港政府與軍部協商後，駐港英國陸軍也將部分在金鐘的用地移交給港府，配合原來海軍船塢的土地，使港府能夠將皇后大道東拉直及擴闊，該路段後來被稱為「金鐘道」。海軍船塢原址移交港府後，除了用於改建皇后大道東，1970年代中期規劃興建的香港地鐵也在此設置金鐘站，而車站附近的金鐘廊、海富中心、統一中心及力寶中心等商貿樓宇亦在此相繼建成。
隨著香港金融及銀行業在1970年代快速發展，中區商業用地在1970年代後期面臨飽和，公用設施及商業用地需要向金鐘擴展，港府與軍部及英國政府商議後，駐港英軍同意於1979年3月撤出域多利兵房，騰出軍事用地供香港政府重新規劃發展。1979年3月30日，駐港英軍將域多利兵房的土地交還給香港政府，地皮分別被規劃為休憩設施、政府部門用地及商業用地，大部分兵房用地後來成為香港公園，東南面的土地建成金鐘道政府合署及香港高等法院，而商業用地則透過拍賣，建成太古廣場、香港港麗酒店和港島香格里拉酒店。此外，為配合1970年代推行的抵壘政策，域多利兵房曾經用作偷渡者辦理身分證的地方。1980年政府實施即捕即解政策前，提供3日寬限期讓非法入境者申請身分證，附近一帶大排長龍。
自香港主權移交後，金鐘添馬艦地段分為兩部分，西部為解放軍駐港部隊中環軍營，東部則興建香港特區政府新政府總部及立法會綜合大樓，於2011年正式啟用，逐成為遊行示威集中地，包括成為七一大遊行目的地。

## 著名地點、街道及建築物

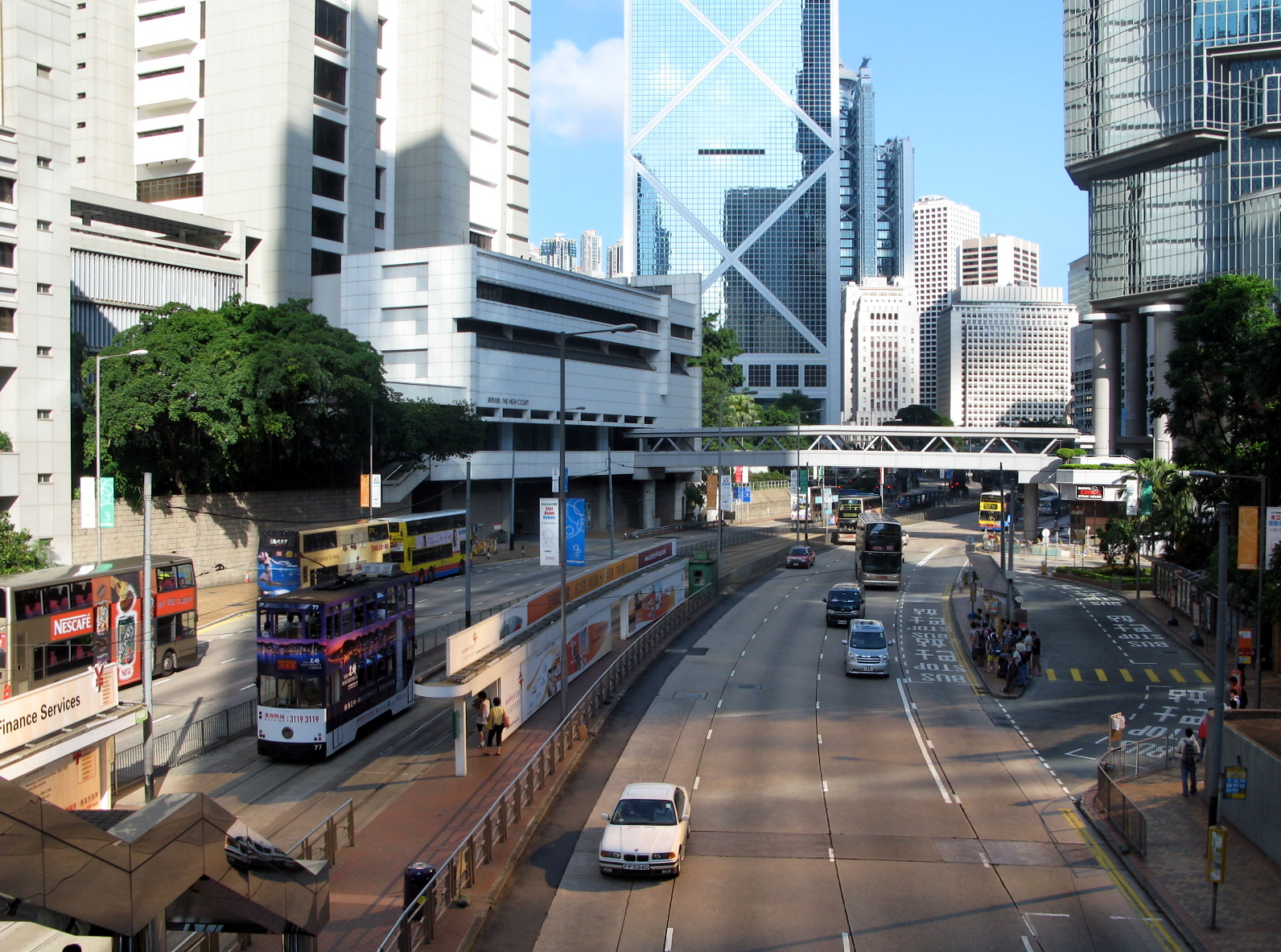
金鐘道

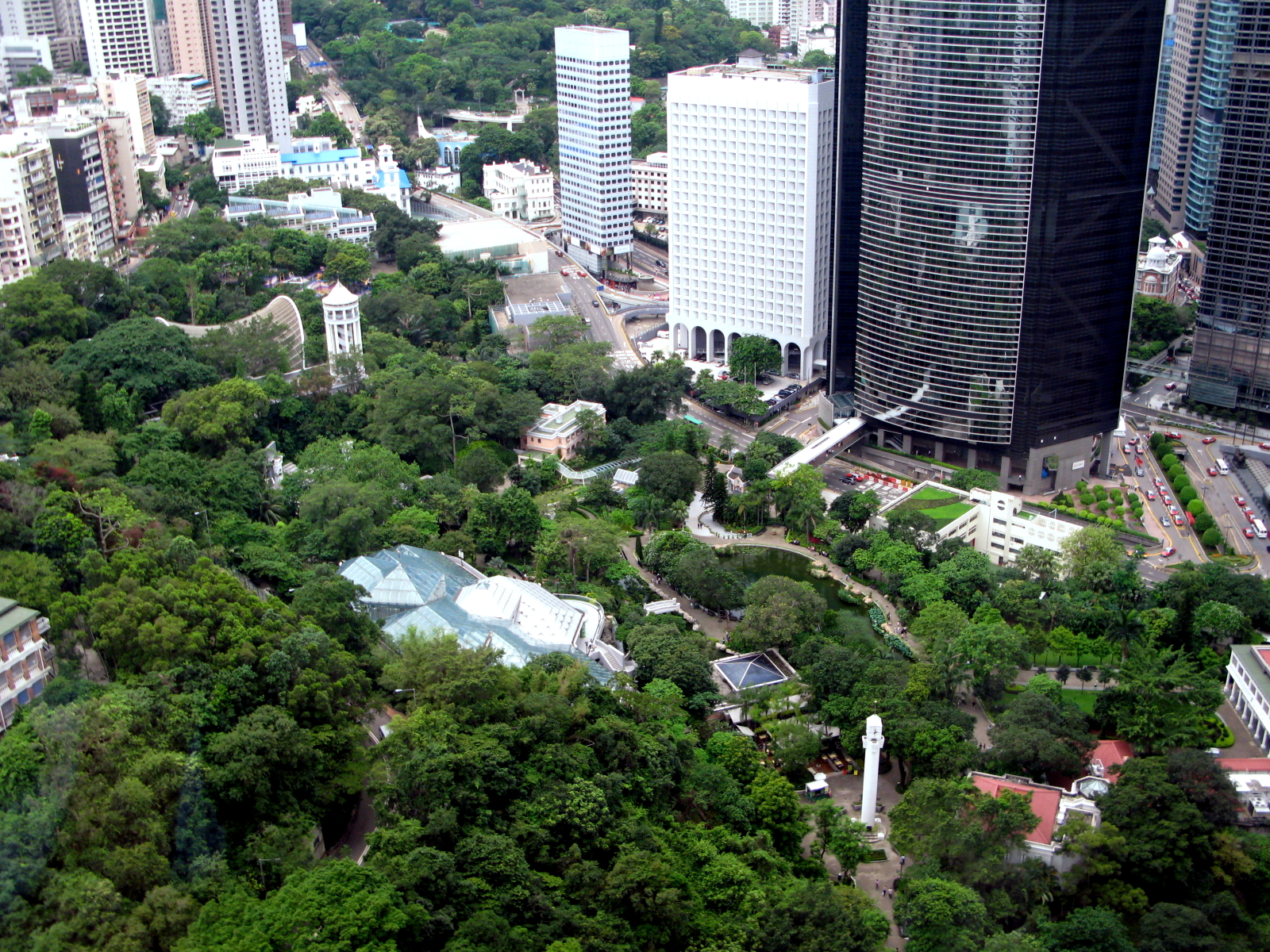
香港公園

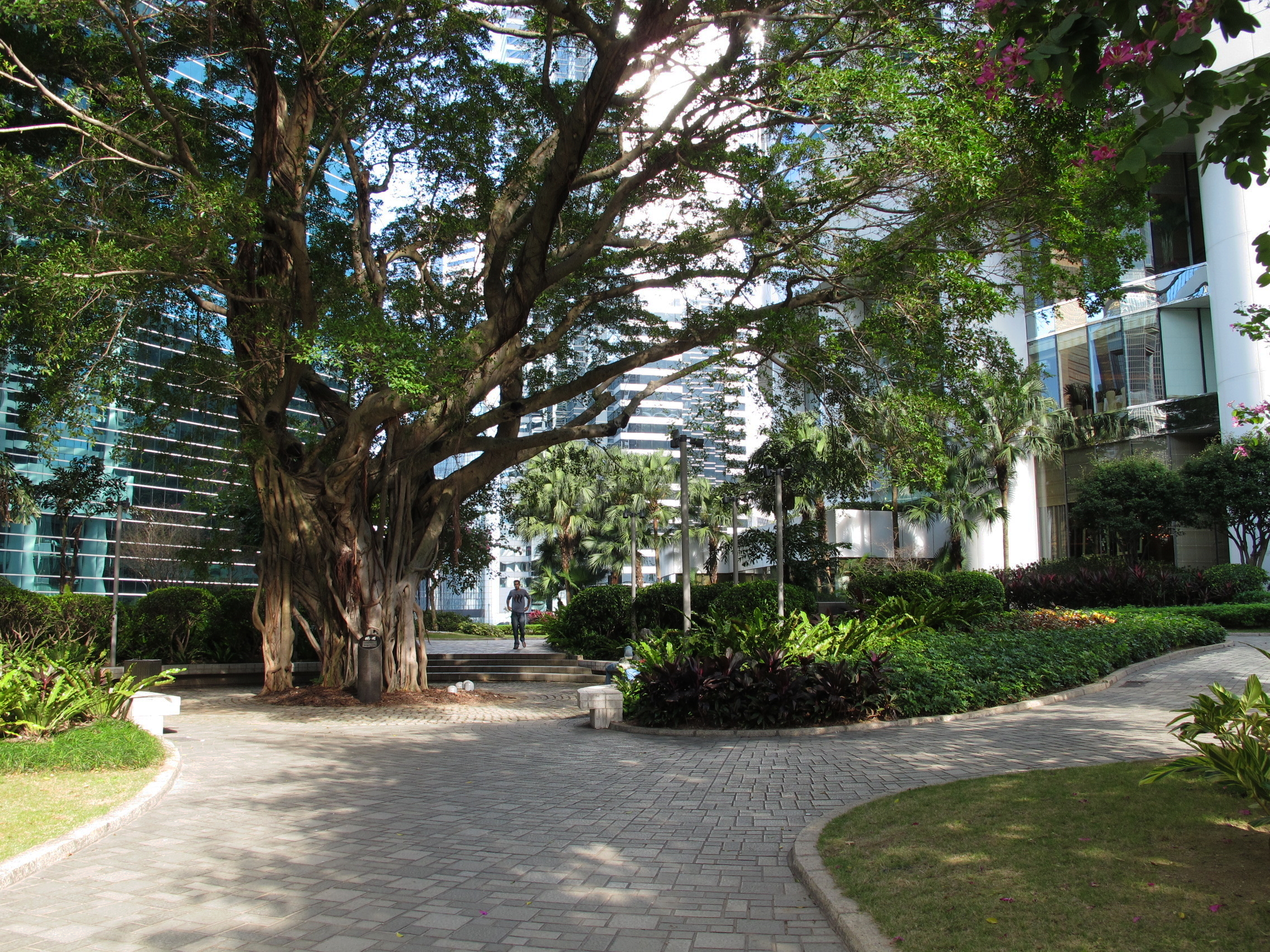
太古廣場平台的大榕樹，據說有過百年歷史

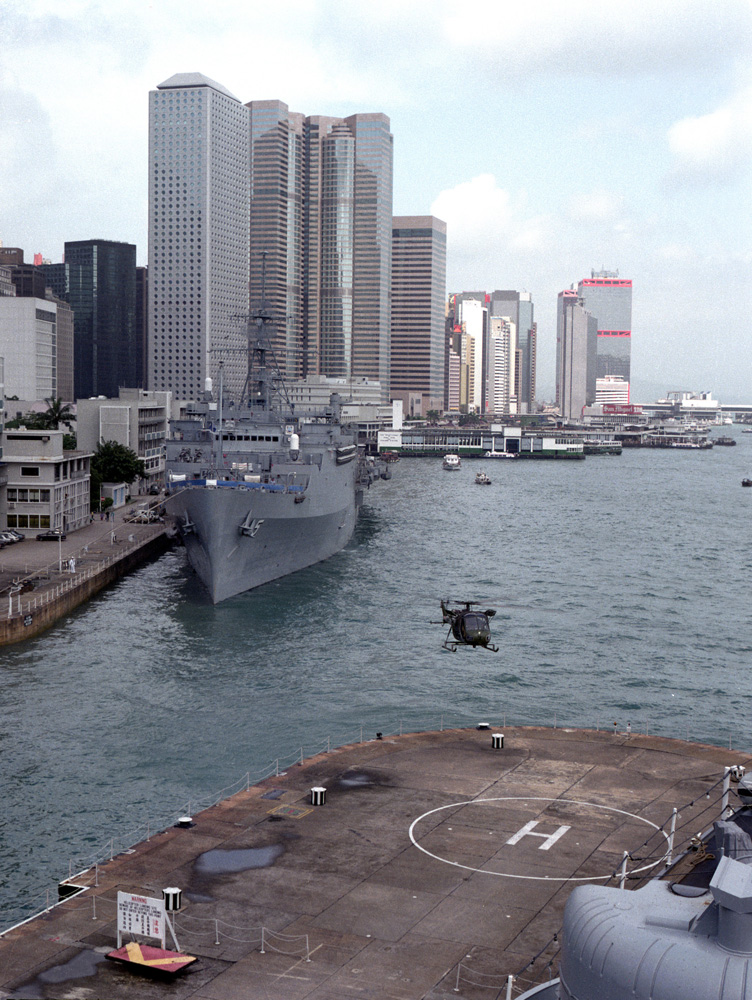
1992年的金鐘海軍船塢停泊USS Ogden軍艦

### 街道
- 紅棉路
- 金鐘道
- 夏慤道
- 麥當勞道
- 堅尼地道

### 公園
金鐘設有4個公園，當中香港公園佔地8公頃，是香港核心大型公園之一。
- 夏慤花園
- 添馬公園
- 金鐘花園
- 香港公園

### 建築物
金鐘早於1840年代時建成域多利軍營，是香港昔日駐港英軍一個主要軍營之一。軍營於1979年交還香港政府，裡面大部分建築在1985年至1992年遭拆卸，只餘下數座歷史建築。當中舊三軍司令官邸改建為茶具文物館及卡素樓於1992年改為香港視覺藝術中心。其餘大部份範圍建成現今的香港公園和太古廣場。
另一方面由1970年代中起，金鐘開始興建多座寫字樓。由早期的美利道停車場大廈、和記大廈、美國銀行中心、東昌大廈、海富中心及統一中心；到1980年代建成的遠東金融中心、聖約翰大廈、金鐘廊商場、金鐘道政府合署、最高法院大樓（現為香港高等法院）及力寶中心以至1990年代建成的太古廣場、英國文化協會、英國駐香港總領事館和中信大廈。而該處亦設山頂纜車站，方便遊客前往山頂。
2011年新政府總部大樓落成後，金鐘已成為重要的商業及行政中心。此外域多利軍營軍火庫經活化後成亞洲協會香港中心（Asia Society Hong Kong Centre），舉辦各種講座、研討會、藝術展覽及電影放映等活動。另外還有聖若瑟書院等著名建築。

## 事件
2014年雨傘革命期間，此處特別是夏慤道，是佔領行動的大本營，不少政治組織在此設帳篷站，部分在內設指揮中心。
2019年反對逃犯條例修訂草案運動期间也经常在金钟爆发大规模冲突。

## 區議會議席分佈
由於金鐘主要為辦公室及酒店，理論上沒有常住人口（但2015年有人以區內酒店房間當作住址而登記為選民），整個金鐘（即東至香港演藝學院外的演藝道、香港警察總部，西至紅棉道、南至堅尼地道，包括政府總部及立法會綜合大樓）都劃入鄰近的中環選區。

## 圖片

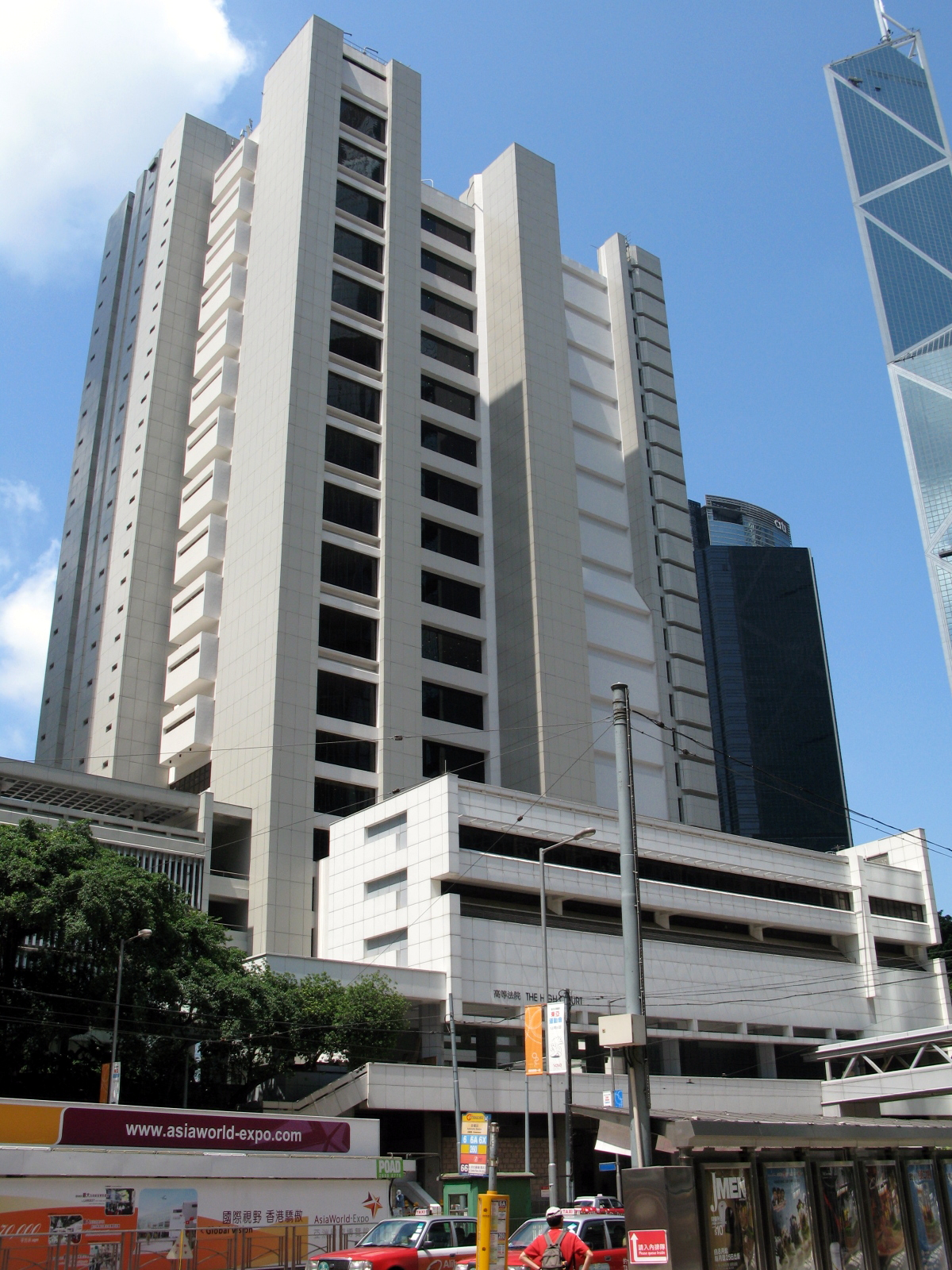
香港高等法院
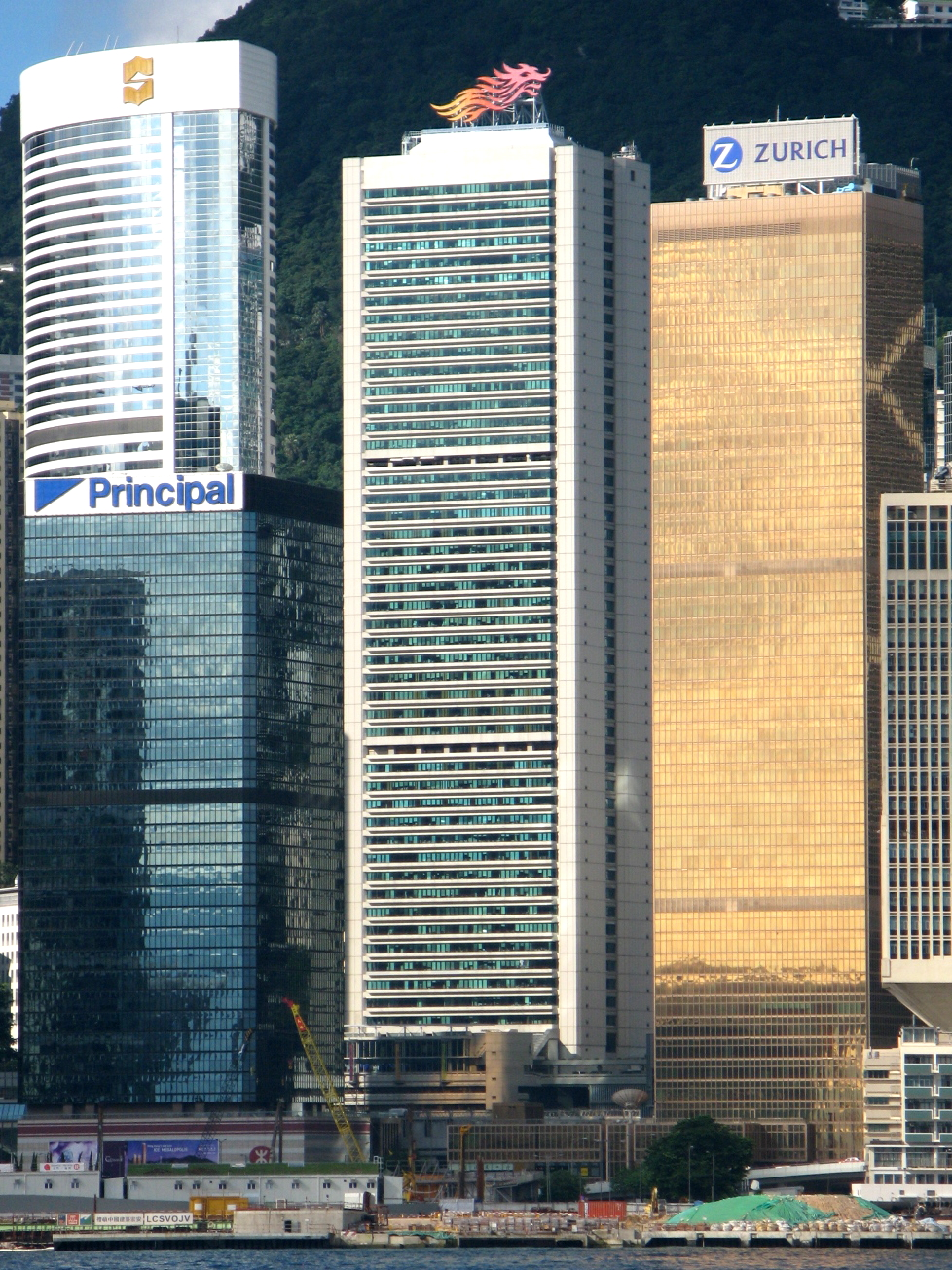
金鐘道政府合署
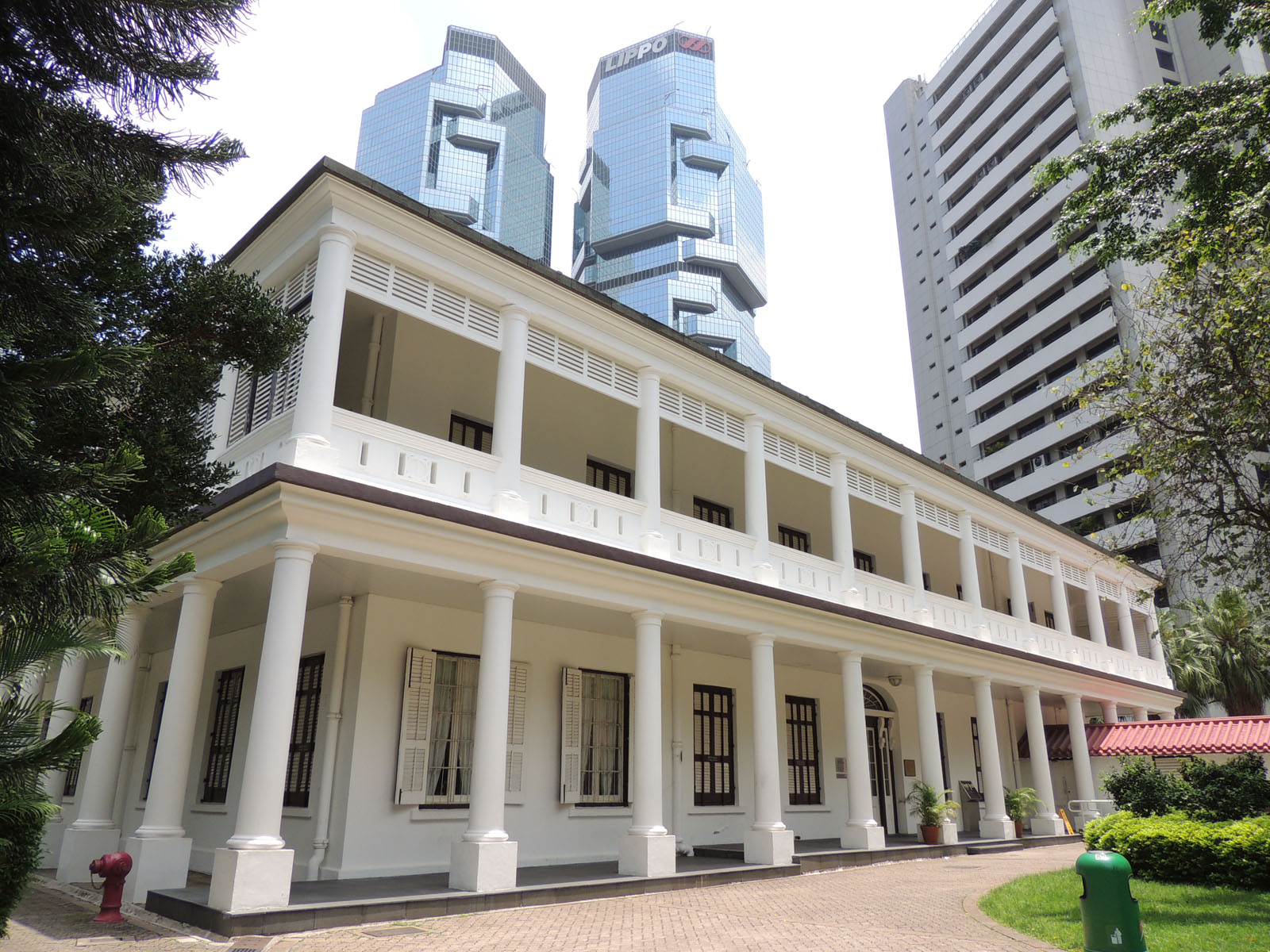
舊三軍司令官邸
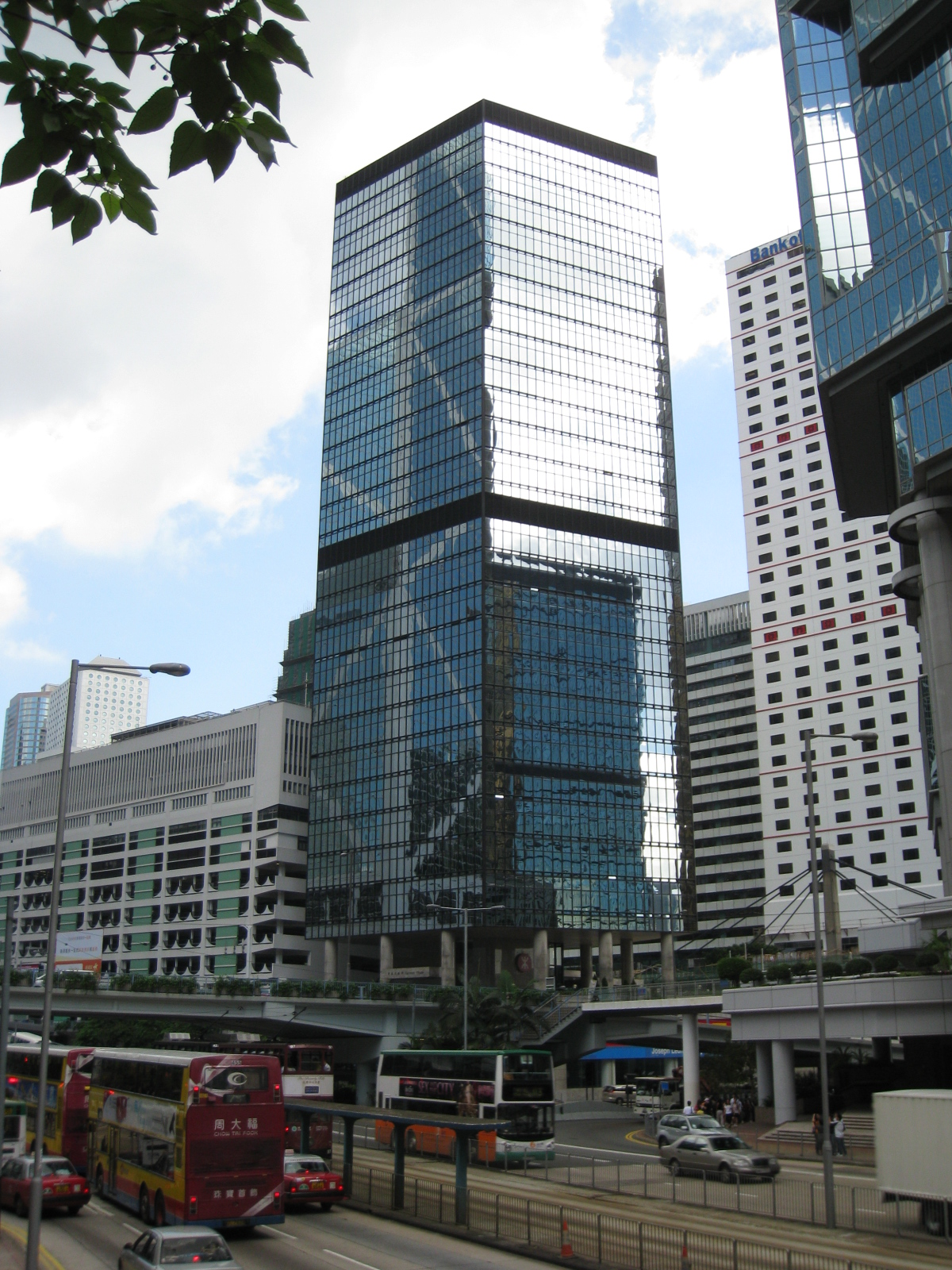
東昌大廈
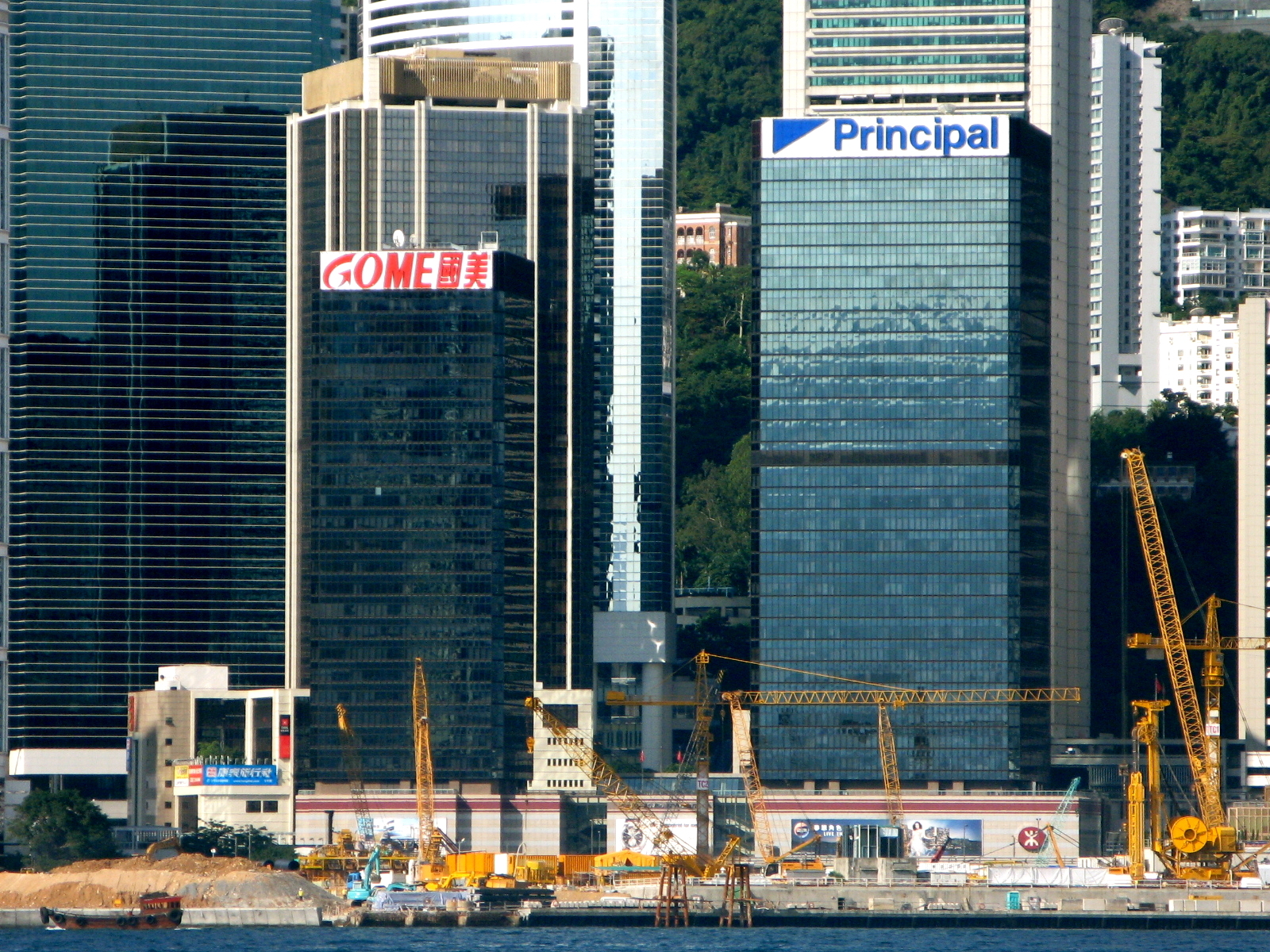
海富中心
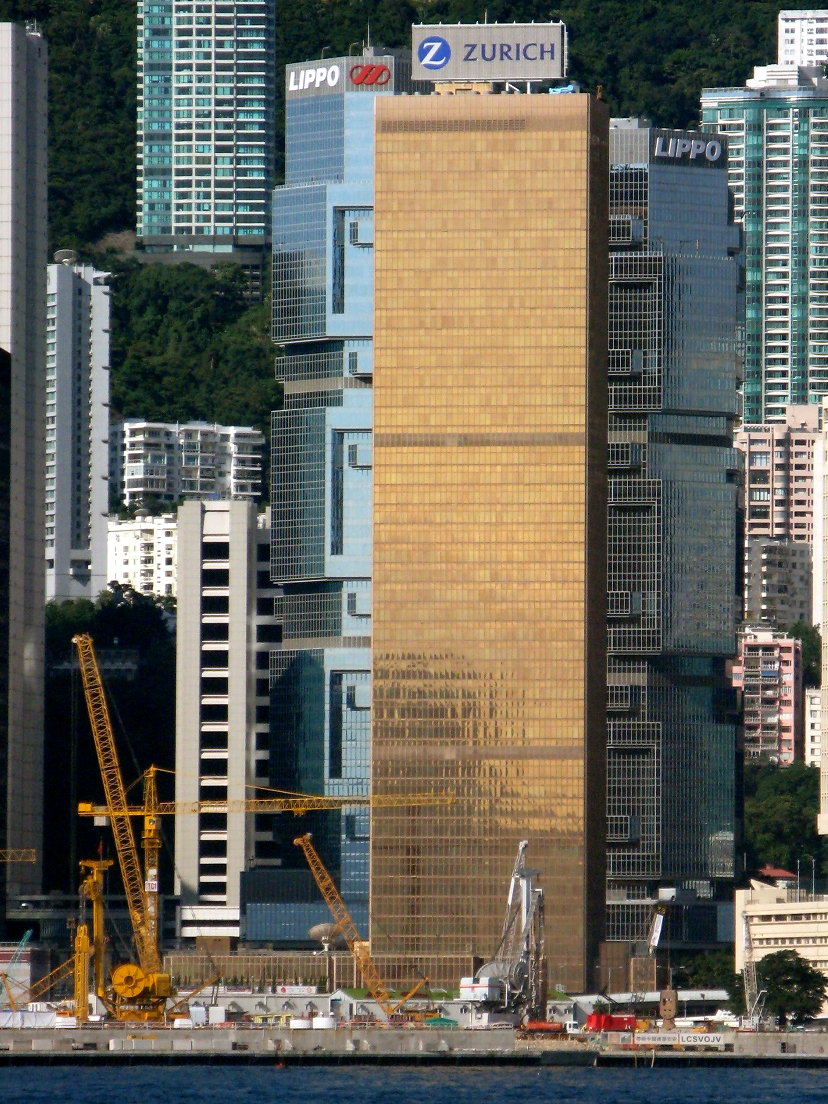
遠東金融中心
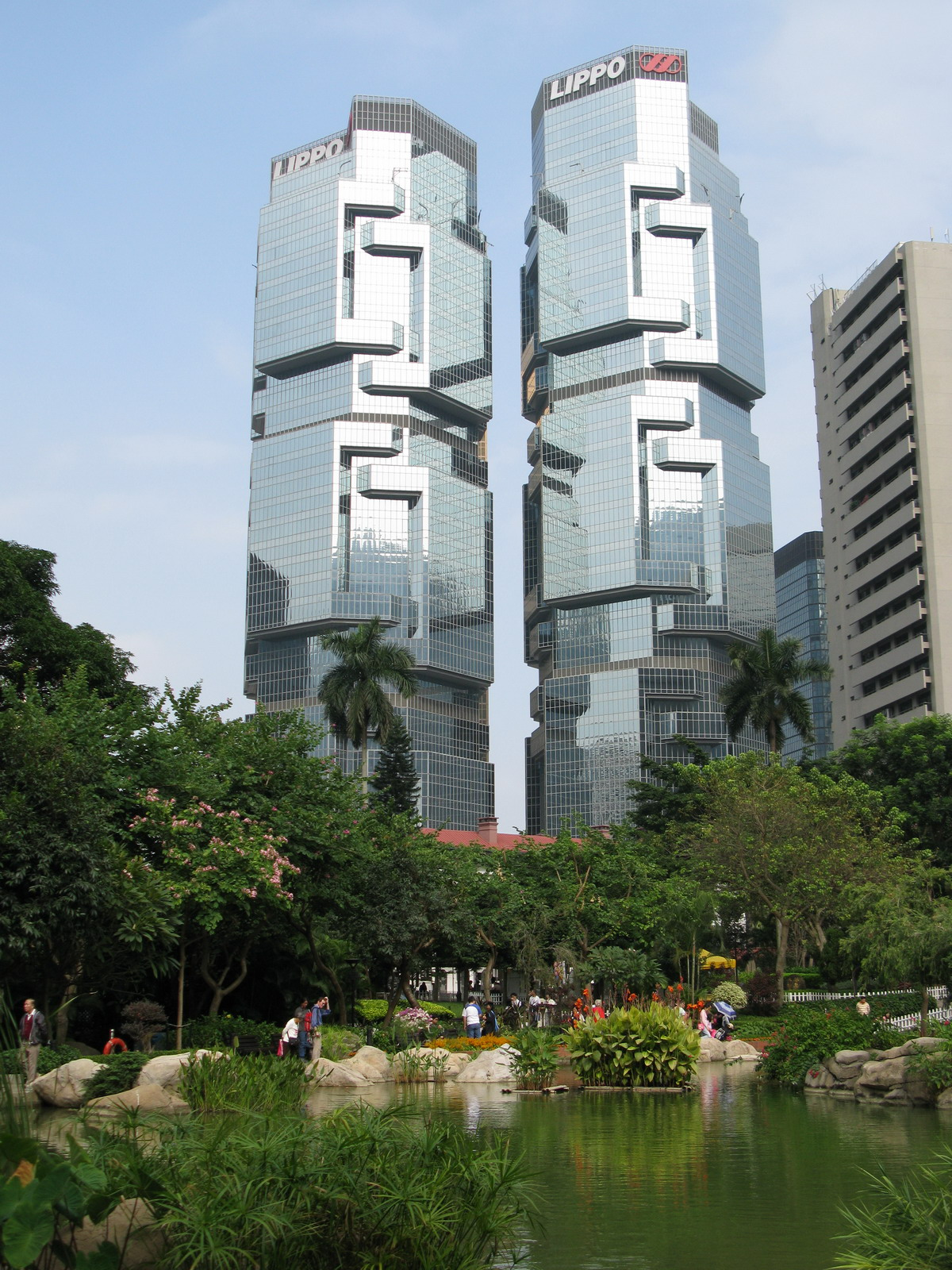
力寶中心
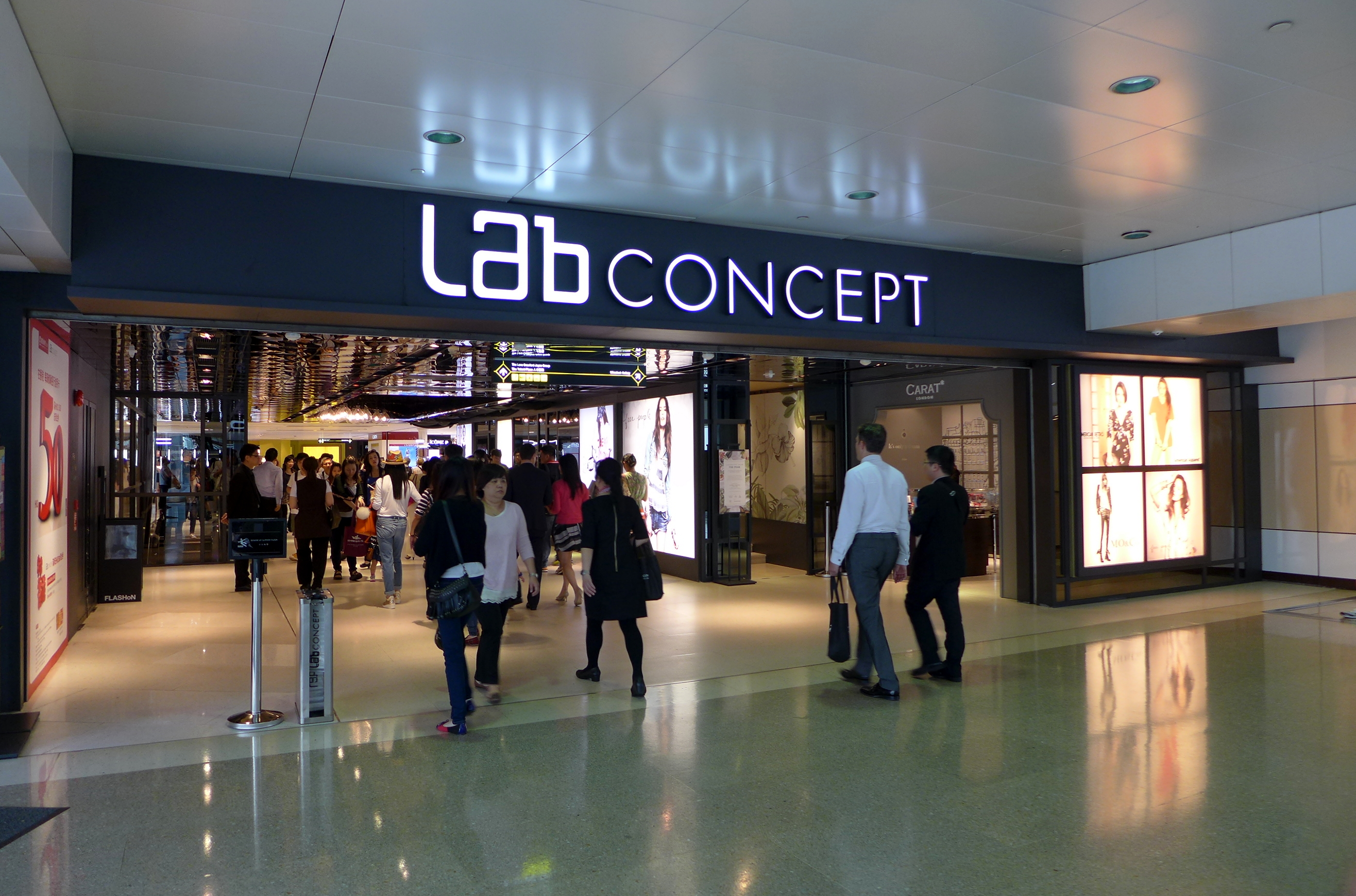
金鐘廊商場
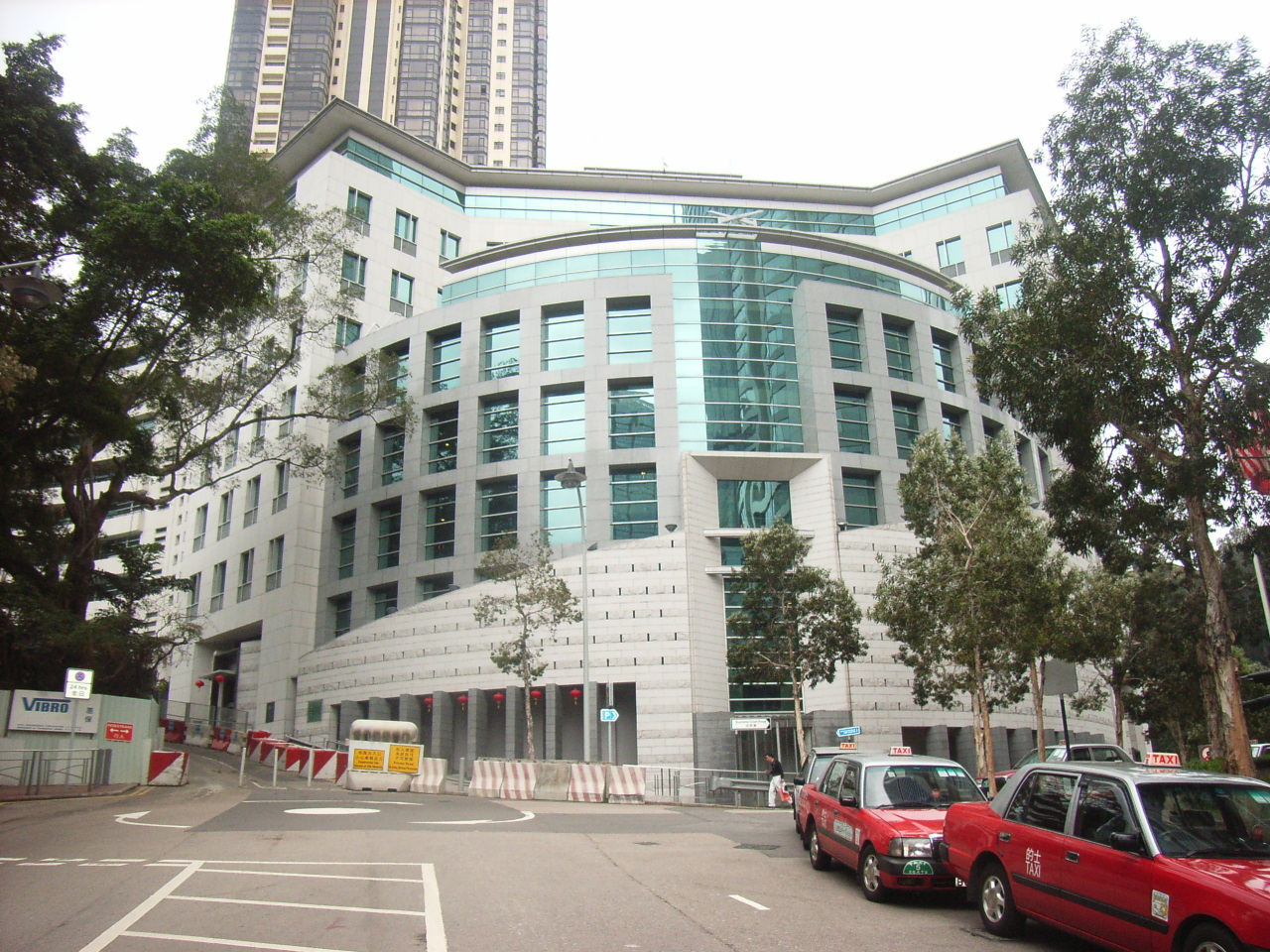
英國駐香港總領事館
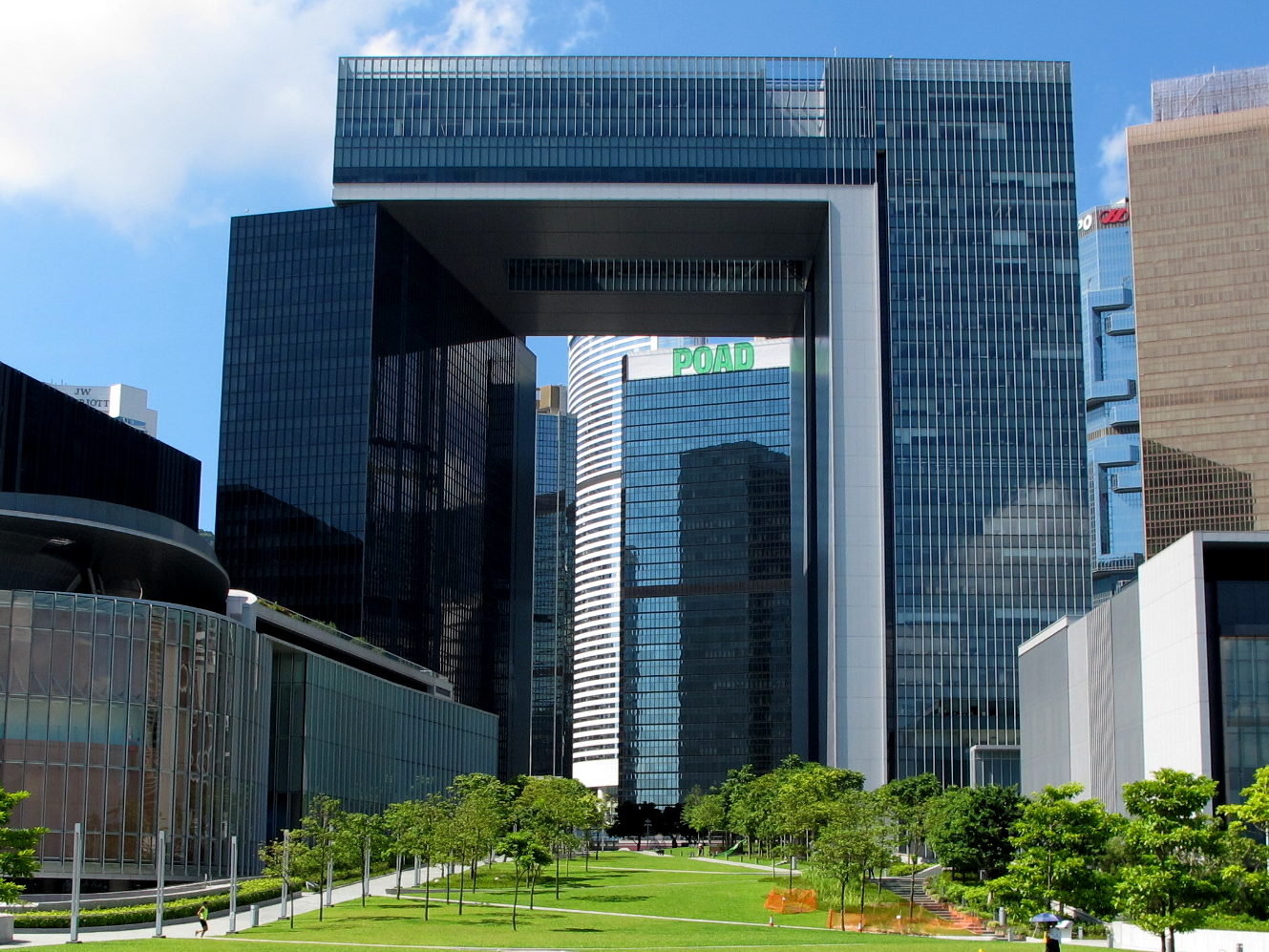
政府總部
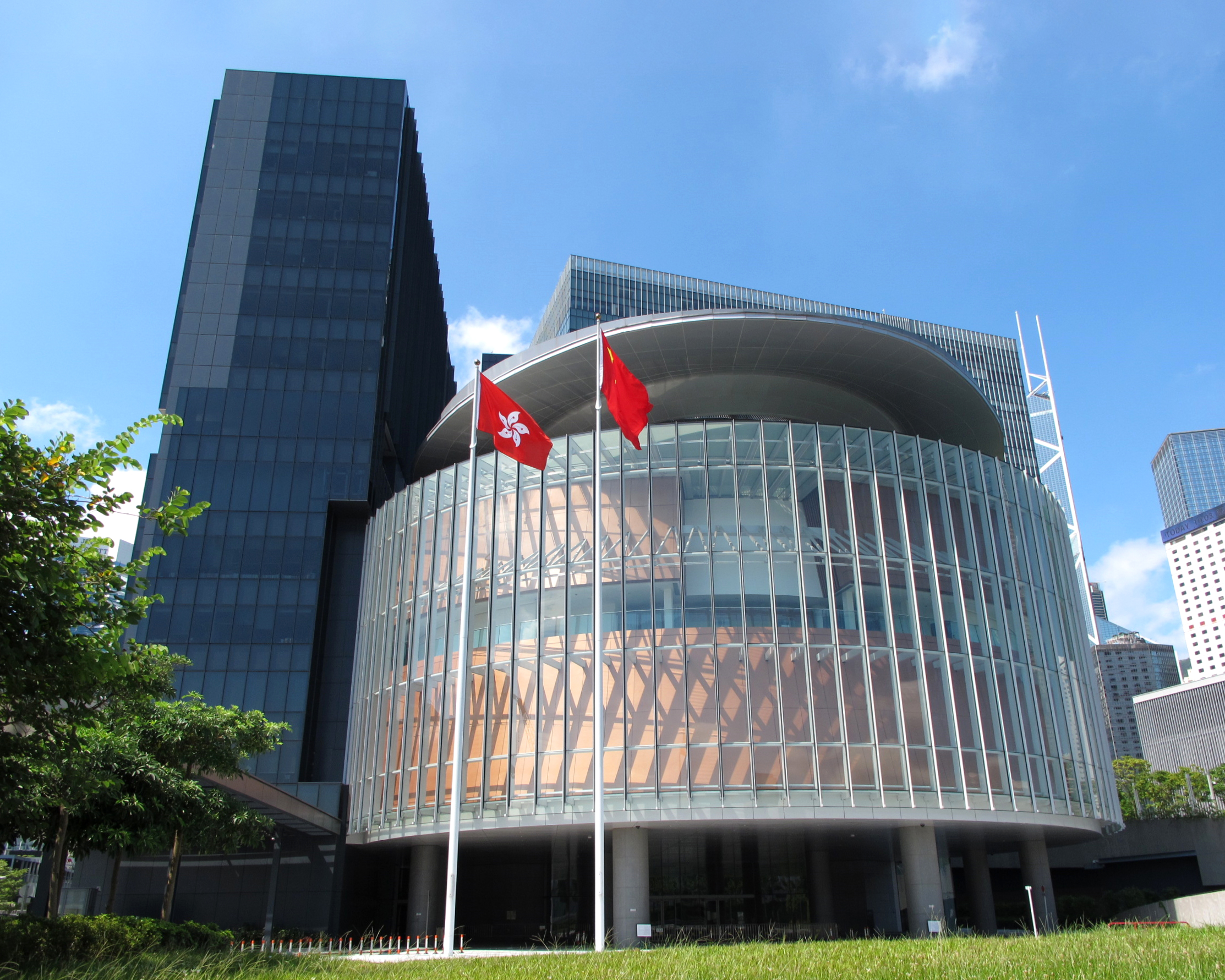
立法會綜合大樓
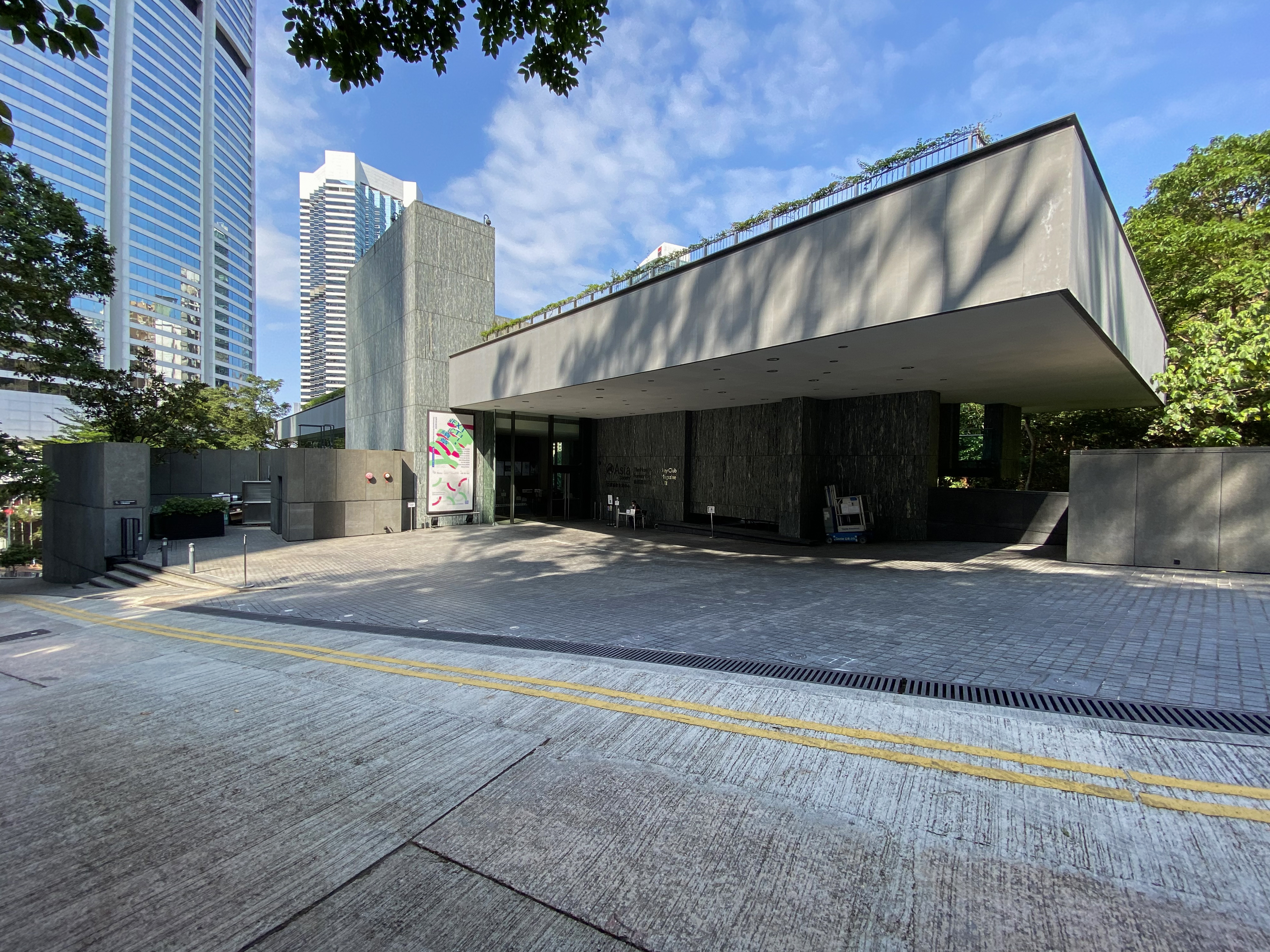
亞洲協會香港中心

## 參看
- 中區
- 中西區
- 中環
- 半山區

## 外部連結
维基共享资源上的相關多媒體資源：金鐘